# Сельское поселение «Широковское»
Се́льское поселе́ние «Широковское» — муниципальное образование в Нерчинско-Заводском районе Забайкальского края Российской Федерации.
Административный центр — село Широкая.

## История
Статус и границы сельского поселения установлены Законом Читинской области от 19 мая 2004 года «Об установлении границ, наименований вновь образованных муниципальных образований и наделении их статусом сельского, городского поселения в Читинской области».

## Население
| 2010 | 2011 | 2012 | 2013 | 2014 | 2015 | 2016 |
| ---- | ---- | ---- | ---- | ---- | ---- | ---- |
| 454  | ↘453 | ↗455 | ↗461 | ↗469 | ↗473 | ↘470 |
| 2017 | 2018 | 2019 | 2020 | 2021 |      |      |
| ↘467 | ↘463 | ↘458 | ↘448 | ↘331 |      |      |

## Состав сельского поселения
| № | Населённый пункт | Тип населённого пункта       | Население |
| - | ---------------- | ---------------------------- | --------- |
| 1 | Солонечная       | село                         | ↘25       |
| 2 | Широкая          | село, административный центр | ↗416      |